# Neoempheria levir
Neoempheria levir är en tvåvingeart som beskrevs av Coher 1959. Neoempheria levir ingår i släktet Neoempheria och familjen svampmyggor.
Artens utbredningsområde är Peru. Inga underarter finns listade i Catalogue of Life.